# Pietà (Perugino)
La Pietà è un dipinto a olio su tavola (168x176 cm) di Pietro Perugino, databile al 1483-1493 circa e conservata nella Galleria degli Uffizi a Firenze.

## Storia
L'opera venne dipinta per la chiesa del convento di San Giusto alle mura dei frati Ingesuati, assieme all'Orazione nell'orto e a una Crocifissione. Vasari vide queste tavole e le descrisse sugli altari laterali della chiesa che, come è noto, venne distrutta nel 1529 per l'assedio di Firenze. La Pietà era danneggiata già al tempo dello storico aretino, che imputò la causa ad alcuni errori tecnici. I dipinti vennero portati dai frati nella loro nuova sede del convento di San Giovanni Battista della Calza presso Porta Romana.
Qui l'Orazione nell'orto stette sul secondo altare sinistro della navata della chiesa fino alle soppressioni della fine del XVIII secolo, quando venne trasportata a Parigi, per poi tornare in Italia durante la Restaurazione. In Francia venne ridipinta nel 1799. Tornata in Italia, pervenne agli Uffizi solo nel 1919.
La datazione è incerta: Scarpellini pensò al 1482, subito dopo il ritorno da Roma, anni in cui gli Ingesuati fecero lavori di grande importanza per la loro chiesa, testimoniati dalla commissione della Madonna e santi del Ghirlandaio che decorava un tempo l'altare maggiore; altri hanno proposto una datazione leggermente più tarda, ma comunque entro lo scadere del secolo, quando Perugino si convertì definitivamente al colore legato con olio di lino, che in queste opere è solo a livello sperimentale.
Nel convento della Calza resta una copia antica di Ottavio Vannini, mentre si conosce una replica con varianti attribuita alla mano del maestro, databile al 1493-1495 e conservata nella National Gallery of Ireland di Dublino.

## Descrizione e stile

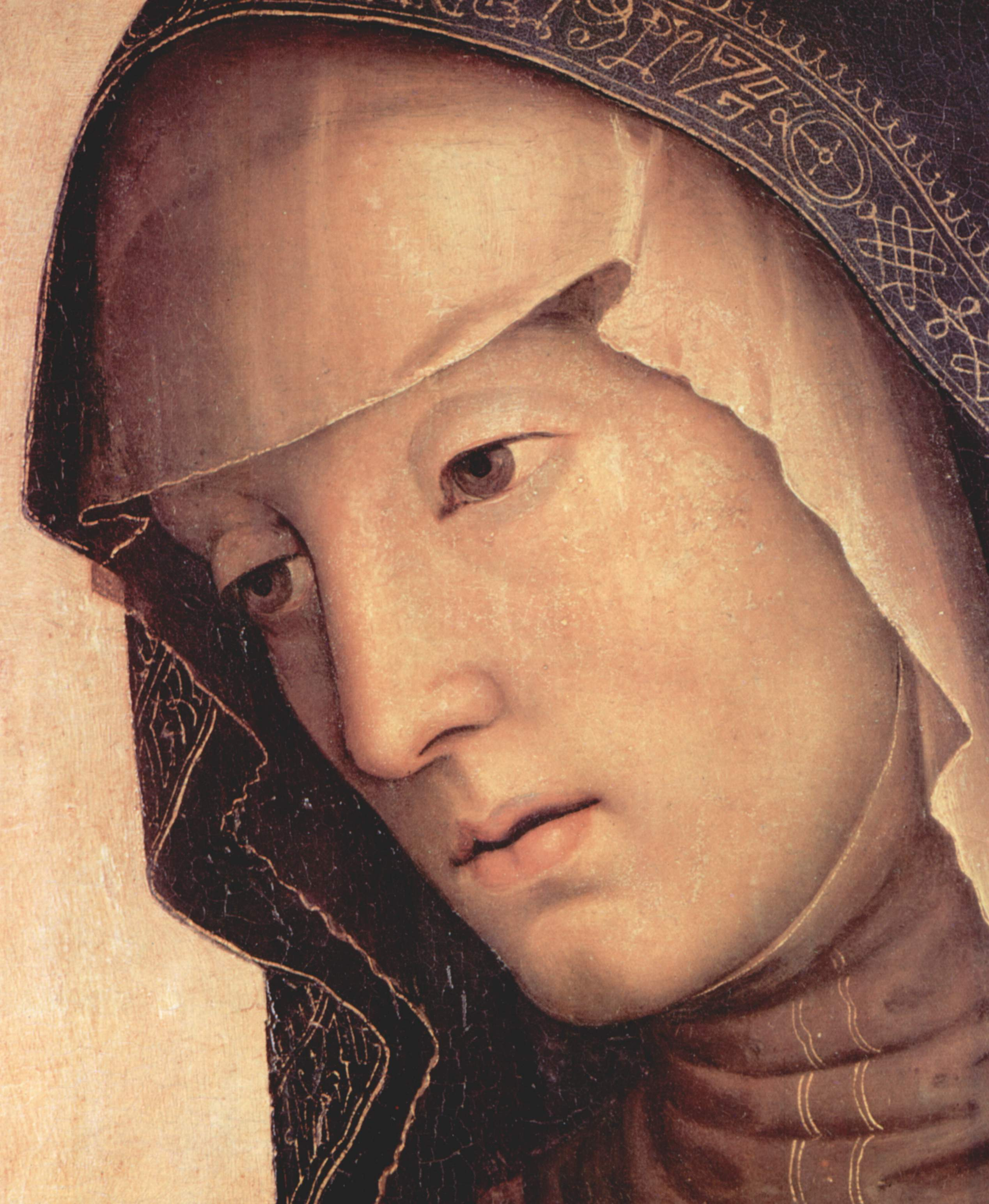
Dettaglio del volto di Maria

La scena è impostata secondo uno schema pacato e piacevole, ordinato secondo le regole della simmetria. Essa si svolge sotto un portico con archi a tutto sesto su pilastri dotati di capitelli molto sporgenti, che a partire dagli ultimi due decenni del XV secolo divenne frequente nella produzione del Perugino, riscontrabile ad esempio nella Pala di Fano, nel Polittico Albani-Torlonia, nell'Apparizione della Vergine a san Bernardo e nella Madonna col Bambino in trono tra i santi Giovanni Battista e Sebastiano. L'architettura è solenne ma semplice e dirige lo sguardo dello spettatore in profondità, con l'ariosa apertura paesistica dello sfondo in cui colline prive di asperità sono punteggiate da esili alberelli e sfumano in lontananza verso l'orizzonte.
Lo schema della Pietà riprende quello dominante delle Vesperbilder tedesche, con il corpo di Gesù irrigidito e orizzontale e la Madonna seduta in posizione verticale, che venne rivoluzionato solo pochi anni dopo da Michelangelo con la Pietà vaticana. Il corpo morto di Cristo si staglia chiarissimo e irrigidito in tutta la lunghezza della pala, retto a sinistra da Giovanni evangelista e a destra da Maria Maddalena. Il corpo in primo piano appare quasi sospinto in avanti dalle figure. Chiudono ai lati, in posizioni elegantemente ritmate, un santo giovane con le mani giunte al petto e lo sguardo rivolto in alto (Nicodemo) e un santo anziano con le braccia distese, le mani intrecciate e lo sguardo rivolto in basso (Giuseppe d'Arimatea). Queste due figure torreggiano ai lati facendo da raccordo tra la scena in primo piano e l'equilibrata composizione architettonica, come nella Madonna col Bambino in trono tra i santi Giovanni Battista e Sebastiano del 1493.
Le forme sono particolarmente nitide e le espressioni addolorate di Giovanni piangente e della Maddalena non generano una forza drammatica, ma si stemperano nel sentimento pacatemente meditativo dell'opera. La Maddalena presenta un uso del colore con toni bruni e meno soffusi, che rimanda a Luca Signorelli, altro pittore sulla cresta dell'onda a Firenze in quegli anni. A Signorelli rimanda dopotutto anche lo stile della Crocifissione nella stessa serie di tavole.